# Lernanthropus paralonchuri
Lernanthropus paralonchuri is een eenoogkreeftjessoort uit de familie van de Lernanthropidae. De wetenschappelijke naam van de soort is voor het eerst geldig gepubliceerd in 1989 door Luque, Bruno & Covarrubia.